# Afroestricus morani
Afroestricus morani är en tvåvingeart som beskrevs av Scarbrough 2005. Afroestricus morani ingår i släktet Afroestricus och familjen rovflugor. Inga underarter finns listade i Catalogue of Life.